# فریدون میرزا

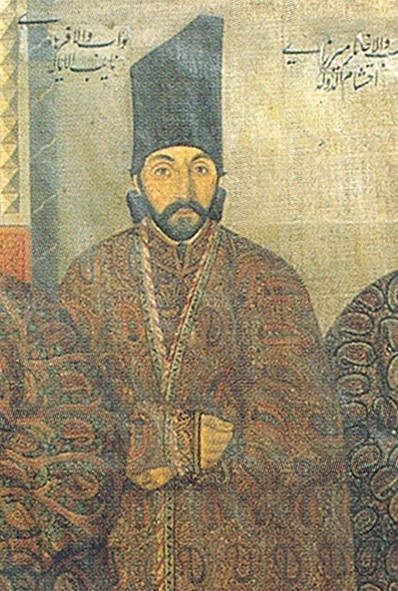
نگارهٔ فریدون میرزا، پسر پنجم عباس میرزا

فریدون میرزا فرمانفرما (۱۲۲۵–۱۲۷۲ قمری) شاهزاده قاجار و پسر پنجم عباس میرزا بود. فریدون از کودکی فرزند محبوب پدرش بود. 
در ۱۲۴۷ قمری، وقتی عباس‌میرزا برای سرکوب شورش‌ها به خراسان رفت، فریدون‌میرزا را به عنوان نائب والی آذربایجان منصوب کرد. پس از مرگ عباس‌میرزا و در دوران نائب‌السلطنگی محمدمیرزا در آذربایجان، فریدون‌میرزا والی تبریز بود.
پس از تاجگذاری محمدشاه (۱۲۵۰ قمری)، فریدون‌میرزا در جنگ با ترکمن‌ها در گرگان، فرماندهی لشکر سلطنتی را برعهده داشت و قاری‌قلعه (قاری‌قالا) را تصرف کرد. محمدشاه پس از این پیروزی، لقب «فرمانفرما» را به فریدون‌میرزا داد، او را به والی‌گری فارس منصوب کرد و میرزا تقی قوام‌الدوله را به وزارت او گماشت. ظاهرا فریدون‌میرزا در اوایل رسیدنش محبوب بوده اما پس از سه سال مردم شیراز به‌خاطر سوءاستفاده‌های خزانه‌دار معتمد او، میرزا احمدخان تبریزی، علیه او شوریدند. فریدون‌میرزا شکایت‌ها و حتی گزارش‌هایی را که وزیر خود او در مورد میرزا احمدخان به گوشش رسانده بود نادیده گرفته بود. اعتراض‌ها به محل اقامت والی شهر کشید و محمدشاه، فریدون‌میرزا را از مقامش عزل کرد و او را به تهران فراخواند. از آن به بعد، علیرغم تلاش‌های وزیر اعظم حاجی میرزا آقاسی، محمدشاه حاضر نشد فریدون‌میرزا به هیچ سمت دولتی دیگری بگمارد.
در زمان پادشاهی ناصرالدین‌شاه، فریدون‌میرزا در سال ۱۲۶۹ هجری به عنوان والی خراسان منصوب شد و صلح و آرامش را به این ولایت بازگرداند. او موفق شد محمدامین‌خان (امیر خیوه) را که ظاهرا سپاهی ۴۰هزار نفره داشت شکست بدهد و او را همراه با چهارده شاهزاده دیگر به قتل برساند. فریدون‌میرزا بابت این پیروزی مهم، هدایای ارزشمندی از شاه دریافت کرد.
روایت شده است که فریدون‌میرزا یکی از شاهزادگان خردمندتر سلسله قاجار بوده و نسبت به مردم فارس خیرخواهی نشان می‌داده است. او با نام ادبی «فرخ» شعر می‌سرود که نمونه‌های آن را می‌توان در مجمع‌الفصحاء نوشته رضاقلی‌خان هدایت، و حدیقة الشعرا نوشته احمد دیوان‌بیگی پیدا کرد.
فریدون میرزا در سال ۱۲۷۲ در مشهد بر اثر بیماری وبا درگذشت و روز مرگ وی پنجشنبه ۱۰ ربیع الثانی ۱۲۷۲ برابر ۲۹ آذر ۱۲۳۴ بوده است.
از او یک پسر و شش دختر باقی ماند. پسرش سلیمان میرزا شعاع‌الدوله بود و یکی از دخترانش به نام شمس‌الحاجیه با حسین‌قلی خان مخبرالدوله ازدواج کرد.